# Platycnemis phasmovolans
Platycnemis phasmovolans – gatunek ważki z rodziny pióronogowatych (Platycnemididae).